# Palazzo Ruffo della Scaletta
Le Palazzo Ruffo della Scaletta (ou Palazzo Carafa di Belvedere) est un palais monumental de Naples donnant sur la Riviera di Chiaia, au bord de la baie de Naples.

## Histoire
Ce palais a été érigé au XVIIe siècle par la famille Carafa. Il fait partie des possessions de Tiberio Carafa qui ouvre ici une ménagerie avec des bêtes féroces, comme le raconte Carlo Celano (it). Il organise aussi des battues de chasse dans le parc attenant.
Le palais est reconstruit au XIXe siècle : la façade est réédifiée entre 1832 et 1835 par l'ingénieur Francesco Saverio Ferrari, tandis que la cour, l'escalier d'honneur et le second étage sont refaits par Guglielmo Bechi à la commande du prince Ruffo della Scaletta.
L'escalier d'honneur est un élément architectural d'intérêt majeur: il est de plan octogonal avec une petite coupole terminale et décoré de stucs néoclassiques. L'atrium possède un plafond voûté soutenu de colonnes et de pilastres.
L'édifice a abrité l'Institut Goethe jusqu'en 2012.

## Source de la traduction
- (it) Cet article est partiellement ou en totalité issu de l’article de Wikipédia en italien intitulé « Palazzo Ruffo della Scaletta » (voir la liste des auteurs).